# Nesaulax
Nesaulax is een geslacht van halfvleugeligen uit de familie schuimcicaden (Cercopidae). De wetenschappelijke naam van dit geslacht is voor het eerst geldig gepubliceerd in 1917 door Jacobi.

## Soorten
Het geslacht Nesaulax  is monotypisch en omvat slechts de volgende soort:
- Nesaulax vittipennis (Bergroth, 1894)